# Quench (musique)
Pour les articles homonymes, voir Quench et Dolan.
 (juin 2012).
Si vous disposez d'ouvrages ou d'articles de référence ou si vous connaissez des sites web de qualité traitant du thème abordé ici, merci de compléter l'article en donnant les références utiles à sa vérifiabilité et en les liant à la section « Notes et références ».
Quench est l'un des pseudonymes et nom du projet trance et techno du compositeur et producteur australien CJ Dolan (de son vrai nom Christopher J. Dolan) au début des années 1990.
Le titre Dreams, sorti en 1993, extrait de l'album Sequenchial, paru en Europe via BMG Entertainment (filiale de la major du disques Sony Music Entertainment), peut être considéré comme l'un des premiers morceaux de musique Trance, au même titre que Age of Love du groupe éponyme.

## Discographie

### Singles
- Dreams (1993)
- Feel my love (1993)
- Hope (1994)
- Be good to me (mai 1995)
- Dreams (96 Remix Edition) (février 1996)
- Embrace the sunshine (feat. Lisa Worley) (juillet 2000)
- Dreams 2001 (mai 2001)

### Albums
- Sequenchial (1994)
- Consequenchial (2000)
- Consequenchial - Remix bonus disk (2000)
- Dreams (2003)

## Sources et Liens externes
- Dolan , http://www.myspace.com/cjdolan Quench (musique) sur Myspace
- Discogs, site et base de données d'enregistrements musicaux
- BMG Entertainment, maison de disques
- Sony Music , major internationale du disque